# La cameriera (romanzo)
La cameriera (The Maid) è un romanzo giallo, esordio della scrittrice californiana Nita Prose, pubblicato nel 2022, ascrivibile al filone cozy mystery.

## Storia editoriale
L'idea per il romanzo venne all'autrice in un albergo all'estero: rientrando in camera, dopo averla lasciata precipitosamente, in disordine, la trovò perfettamente riassettata. Ciò la portò a riflettere sul fatto che la cameriera, avendo riordinato i suoi oggetti, avesse avuto modo di conoscere molti particolari su di lei che, al contrario, ignorava tutto della domestica. Sul volo di ritorno verso casa, la scrittrice iniziò ad abbozzare l'incipit del romanzo. L'autrice afferma di essersi ispirata, nella struttura delle sue opere, al quelle di Agatha Christie e, per la soluzione del giallo, alla struttura di gioco del Cluedo.
L'opera si è posizionata al primo posto nella lista Readers' Favorite Mystery & Thriller del 2022, stilata dal sito Goodreads, e, tra vari premi, si è aggiudicata il Ned Kelly Award for International Crime Fiction, l'Anthony Award for Best First Novel, il Barry Award for Best First Mystery ed è stata finalista all'Edgar Award for Best Novel. Il romanzo è stato tradotto in almeno quaranta lingue e ha venduto più di un milione di copie. ed è il primo di una quadrilogia che vede come protagonista la cameriera Molly.
In Italia il romanzo è stato pubblicato per la prima volta nel 2022.

## Trama
(Nita Prose, La cameriera)
Molly Gray ha venticinque anni e lavora come cameriera nel prestigioso Regency Grand Hotel. È ossessionata dalla pulizia ed ha problemi con le relazioni, incapace di interpretare e gestire gli atteggiamenti sociali e le espressioni emozionali degli altri. Allevata dalla nonna, alla sua morte deve abbandonare la rigida routine che riempiva le sue giornate e quelle della nonna, e inizia ad affrontare, oramai senza più aiuto, la vita autonomamente. Quando nell'albergo un equivoco uomo d'affari, Charles Black, viene rinvenuto morto dalla stessa Molly, la sua vita viene stravolta. I sui "strani" atteggiamenti e comportamenti vengono male interpretati dalla polizia che la sospetta dell'omicidio.
Molly si era invaghita del barista dell'hotel, Rodney Stiles, senza accorgersi che l'uomo approfittava del suo ascendente per farle svolgere dei piccoli compiti. apparentemente innocui, ma che in realtà servivano a coprire un traffico di droga che si svolgeva nell'albergo. Molly, credendo di aiutare un amico di Rodney, 
il lavapiatti Juan Manuel con il permesso di soggiorno scaduto, gli forniva alloggio per la notte assegnandogli di volta in volta stanze libere dell'albergo. La donna trasferiva nella stanza che Juan avrebbe occupato quello che credeva essere il bagaglio di Juan, e provvedeva a ripulire minuziosamente, ogni mattina, la stanza utilizzata. In realtà Juan veniva minacciato da Rodney ed era costretto, ogni notte, a tagliare partite di droga nelle stanze dell'albergo. Il bagaglio conteneva la droga da tagliare e le tracce di polvere venivano ripulite dall'ignara Molly, ogni mattina. Il traffico era gestito dall'anziano Charles Black che trascorreva lunghi periodi nell'hotel per controllare i traffici. Lo accompagnava sempre la seconda moglie, la giovane Giselle, che durante i molti soggiorni aveva stretto amicizia con Molly.
La detective Stark, dopo aver interrogato Molly, in merito al ritrovamento del corpo di Black, inizia ad avere dei sospetti sulla ragazza. I dubbi sembrerebbero confermati dal ritrovamento di tracce di droga nell'aspirapolvere di Molly, di una pistola che aveva nascosto su richiesta di Giselle e dalla vendita di una anello appartenuto a BlacK che la cameriera sostiene di aver trovato durante le pulizie ed aver rivenduto per pagare l'affitto ma che la polizia è certa essere stato rubato. Molly viene arrestata; in suo soccorso viene il signor Preston, un anziano receptionist dell'albergo, amico di vecchia data della nonna di Molly che grazie all'intervento della figlia avvocate. Molly viene rilasciata su cauzione e, con un piano ben congegnato e grazie anche all'aiuto di Juan, riesce a far accusare Rodney dell'omicidio. La testimonianza di Molly al processo è decisiva e Rodney viene giudicato colpevole di omicidio e di traffico di droga.
Molly ha nuovi amici: Giselle, che dall'estero le invia per riconoscenza un'ingente somma, Preston e sua figlia, e Juan con il quale inizia una relazione sentimentale. In realtà si scoprirà che il vero assassino di Black non era Rodney, ma la prima moglie dell'uomo che, introdottasi nell'albergo, stanca delle vessazioni continue di Black, temendo che le sue malefatte si ripercuotessero su di lei e sulla figlia, socia in affari del padre ma da questi osteggiata, lo uccide soffocandolo con un cuscino. Molly, entrata nella stanza si era accorta della presenza della donna ma dopo aver appreso da questa i motivi dell'omicidio, decide di non denunciarla e di coprirla con testimonianze lacunose.
La solerzia di Molly nel lavoro viene ricompensata e la giovane viene promossa governante dal signor Snow, il direttore dell'albergo.

## Personaggi
Molly GraySoprannominata dai colleghi "Molly Maid", ha problemi relazionali e difficoltà a interpretare i comportamenti degli altri, spesso fraitendendone gli atteggiamenti. Truffata da un ex fidanzato che le ruba tutti i risparmi, è costretta a barcamenarsi superare le molte difficoltà economiche, specie alla morte della nonna con la quale divideva l'appartamento. Durante le pulizie dell'albergo nel quale lavora, trova morto. nella sua stanza, un famoso imprenditore.
Flora GrayLa nonna di Molly. L'ha accudita sin da piccola da quando è stata abbandonata dalla madre, tossicodipendente. Unico riferimento nella vita di Molly, muore di cancro lasciandola sola e con problemu economici.
Charles BlackEquivoco e violento imprenditore, abituale ospite dell'Regency Grand Hotel, nel quale viene ritrovato morto Si scoprirà che gestiva un giro di droga nell'albergo.
Rodney StilesL'affascinante barista dell'hotel, con molti precedenti penali. Raggira Molly coinvolgendola, a sua insaputa, in un giro di droga gestito nei locali dell'albergo.
Giselle BlackLa seconda moglie di Charles Black, molto più giovane di lui e da questi maltrattata. Di buon carattere e generosa, diventa amica di Molly. Ha una segreta relazione con Rodney.
SnowIl direttore del Regency Grand Hotel.
Cheryl GreenL'opportunista e subdola governante del Regency Grand Hotel.
Juan ManuelLavapiatti dell'hotel, immigrato messicano, a causa di una truffa perpetratagòi da Rodney, rimane senza permesso di soggiorno. Vessato da Rodney, che minaccia di fare male alla sua famiglia in Messico, è costretto a lavorare per lui tagliando partite di droga, di notte, nelle stanze dell'hotel.
Signor PrestonReceptionist dell'albergo, amico di vecchia data della nonna di Molly e suo ex fidanzato, si prenderà cura della ragazza accusata di omicidio.
Charlotte PrestonLa figlia del signor Preston, avvocato, prenderà la difesa legale di Molly.
StarkLa detective incaricata di indagare sull'omicidio di Black. Sospetta di Molly e l'accuserà dell'omicidio.
Signora BlackL'ex prima moglie di Charles Black.
RossoL'avido padrone di casa di Molly.

## Opere derivate
L'Universal Pictures ha acquistato i diritti cinematografici del romanzo prima della sua pubblicazione; il suo adattamento vedrà l'attrice Florence Pugh quale protagonista.

## Edizioni
- (EN) Nita Prose, The Maid, New York, Ballantine Books, 2022, ISBN 9780593356159.
- (SW) Nita Prose, Städerskan, traduzione di Manne Svensson, Stoccolma, Albert Bonniers förlag, 2022, ISBN 9789100187033.
- (ES) Nita Prose, La camarera, traduzione di Ángela Esteller, Barcellona, Duomo Ediciones, 2022, ISBN 9788418128721.
- (PT) Nita Prose, A camareira, traduzione di Julia Sobral Campos, Rio de Janeiro, Intrínseca, 2022, ISBN 9786555605860.
- (NL) Nita Prose, Het kamermeisje, traduzione di Els van Son, Amsterdam, Ambo-Anthos uitgevers, 2022, ISBN 9789026354243.
- (RO) Nita Prose, Camerista, traduzione di Ana Maria Scarlat, Bucarest, Litera, 2022, ISBN 9786063383380.
- Nita Prose, La cameriera, traduzione di Licia Vighi, Oceani, n. 157, Milano, La nave di Teseo, 2022, ISBN 9788834609804.
- (PL) Nita Prose, Pokojówka, traduzione di Marcin Wróbel, Bielsko-Biała, Pascal, 2022, ISBN 9788381038317.
- (FI) Nita Prose, Huonesiivooja, traduzione di Katariina Kallio, Helsinki, Bazar, 2022, ISBN 9789523761797.
- (UK) Nita Prose, Pokoivka, traduzione di Nita Prouz, Marta Hosovska, Laboratoriia, 2022, ISBN 9786177965892.
- (FR) Nita Prose, La femme de chambre, traduzione di Estelle Roudet, Parigi, Calmann-Lévy, 2022, ISBN 9782702182857.
- (EL) Nita Prose, Ī kamariera, traduzione di Voyla Augoystinoy, Atene, Metaichmio, 2022, ISBN 9786180328523.
- (DE) Nita Prose, The Maid: Ein Zimmermädchen ermittelt, traduzione di Alice Jakubeit, Monaco di Baviera, Droemer, 2022, ISBN 9783426283844.
- (ET) Nita Prose, Toateenija, traduzione di Raili Puskar, Tallinn, Pegasus, 2022, ISBN 9789916161364.
- (SR) Nita Prose, Sobarica, traduzione di Branislava Maoduš, Belgrado, Vulkan izdavaštvo, 2022, ISBN 9788610041774.
- (LT) Nita Prose, Kambarinė, traduzione di Jovita Liutkutė, Vilnius, Alma littera, 2022, ISBN 9786090151693.
- (SK) Nita Prose, Chyžná, traduzione di Zuzana Lorková-Močková, Bratislava, Tatran, 2022, ISBN 9788022213189.
- (IS) Nita Prose, Þernan, traduzione di Magnea J. Matthíasdóttir, Reykjavík, JPV útgáfa, 2022, ISBN 9789935292483.
- (TR) Nita Prose, Hizmetçi, traduzione di Oya Yalçın, Istanbul, Epsilon Yayınevi, 2022, ISBN 978-6254142376.
- (NO) Nita Prose, Stuepiken, traduzione di Linda Marie Vikaune, Oslo, Cappelen Damm, 2022, ISBN 9788202743918.
- (FR) Nita Prose, La Femme de chambre, traduzione di Estelle Roudet, Parigi, Le Livre de Poche, 2023, ISBN 9782253934899.
- (LV) Nita Prose, Istabene, traduzione di Laura Romanovska, Riga, Zvaigzne ABC, 2023, ISBN 9789934315831.